# Alan O'Brien
Alan O'Brien (Dublino, 20 febbraio 1985) è un ex calciatore irlandese, di ruolo centrocampista.

## Carriera

### Club
O'Brien entrò nelle giovanili del Newcastle a 16 anni quando venne notato dall'allenatore Alan Irvine che lo prelevò dalle giovanili del St Joseph's di Sallynoggin. Giocò nella squadra Under-17 che si aggiudicò il campionato nazionale inglese, sconfiggendo il Manchester Utd con un complessivo 5-2 nella finale giocata in andata all'Old Trafford ed al ritorno al St James' Park.
Approdato in prestito al Carlisle United verso la fine del 2005, andò in gol a 10 minuti dal debutto. Successivamente è stato vittima di un infortunio.
Fece il suo debutto con la prima squadra del Newcastle il 7 gennaio 2006 in FA Cup contro il Mansfield Town. Generalmente subentrava dalla panchina e quindi non partendo quasi mai da titolare.
Sabato 20 gennaio 2007 registrò la sua prima presenza dal primo minuto per il Newcastle United impegnato contro il West Ham al St James' Park, giocando tutta la partita da titolare.
Il 25 giugno 2007 venne annunciata la firma di O'Brien di un contratto triennale che lo lega agli scozzesi dell'Hibernian. Il nazionale irlandese si unì al nuovo club a partire dal 1º luglio, quando il suo contratto scadde.
Il 1º luglio 2009 l'Hibernian ha rescisso il suo contratto e il 7 luglio O'Brien ha firmato con lo Swindon Town.

### Nazionale
Ha giocato per le nazionali irlandesi Under-14, Under-15, Under-16 and Under-19. Ha ricevuto la sua prima convocazione per la nazionale maggiore della Repubblica d'Irlanda unendosi ai compagni Damien Duff, Stephen Carr e Shay Given per l'amichevole contro i Paesi Bassi. Subentrò nel secondo tempo, ottenendo così la prima presenza con la maglia della sua nazionale.

## Palmarès

### Club

#### Competizioni internazionali
- Coppa Intertoto UEFA: 1

Newcastle: 2006